# جک نتفورد
جک نتفورد (انگلیسی: Jack Natteford؛ ‏ ۲۷ نوامبر ۱۸۹۴ – ۷ ژانویهٔ ۱۹۷۰) فیلم‌نامه‌نویس اهل ایالات متحده آمریکا بود.
از فیلم‌هایی که وی در آن‌ها نقش داشته‌است، می‌توان به هارد اومبره، مسیر اورگن و دروازه شکسته اشاره نمود.